# Валерій Макріцький
Валерій Макріцький (рум. Valerii Macrițchii, нар. 13 лютого 1996) — молдовський футболіст, захисник клубу «Мілсамі».
Виступав, зокрема, за «Шериф», а також молодіжну збірну Молдови.
Дворазовий чемпіон Молдови. Дворазовий володар Кубка Молдови. Дворазовий володар Суперкубка Молдови.

## Клубна кар'єра
Народився 13 лютого 1996 року.
У дорослому футболі дебютував 2013 року виступами за команду «Шериф», у якій провів три сезони, взявши участь у 34 матчах чемпіонату. 
Згодом з 2016 по 2018 рік грав у складі команд «Петрокуб», «Сперанца» (Ніспорени), «Петрокуб» та «Сфинтул Георге».
Своєю грою за останню команду знову привернув увагу представників тренерського штабу клубу «Шериф», до складу якого повернувся 2018 року. Цього разу відіграв за тираспольський клуб наступний сезон своєї ігрової кар'єри.
Протягом 2019—2022 років захищав кольори клубів «Динамо-Авто» та «Ріпенсія» (Тімішоара).
До складу клубу «Мілсамі» приєднався 2022 року. Станом на 25 липня 2023 року відіграв за клуб з Оргієва 12 матчів в національному чемпіонаті.

## Виступи за збірні
У 2011 році дебютував у складі юнацької збірної Молдови (U-17), загалом на юнацькому рівні взяв участь у 12 іграх, відзначившись 2 забитими голами.
З 2015 року залучався до складу молодіжної збірної Молдови. На молодіжному рівні зіграв у 6 офіційних матчах.

## Титули і досягнення
- Чемпіон Молдови (2):

«Шериф»: 2013-2014, 2015-2016
- Володар Кубка Молдови (1):

«Шериф»: 2014-2015
- Володар Суперкубка Молдови (2):

«Шериф»: 2013, 2015